# Conselheiro Pena
Conselheiro Pena là một đô thị thuộc bang Minas Gerais, Brasil. Đô thị này có diện tích 1408,017 km², dân số năm 2007 là 21793 người, mật độ 15,47 người/km².